# Orplid (Band)
Orplid ist eine deutsche Musikgruppe aus Halle an der Saale. Musikalisch bewegt sich die Band zwischen Neofolk und Neoklassik. 

## Geschichte
Orplid wurde im Sommer 1996 gegründet. Die Gründer sind Frank Machau und Uwe Nolte. Weitere Mitglieder oder Gastmusiker Orplids waren Claudia Arndt (Musik, Komposition & Gesang), Volker Willhardt (Komposition), Nadine Spindler und Sandra Fink (Gesang).
Sterbender Satyr wurde in einem Heimstudio aufgenommen und dann noch mal von Markus Stock gemastert. Die Aufnahmen dauerten laut Nolte „[u]ngefähr zwei bis drei Jahre […] an“. Weitere Musikprojekte aus dem künstlerischen Umfeld von Orplid sind Sonnentau, Barditus (Uwe Nolte) und primus inter pares (Frank Machau). Nach langjähriger Auszeit des Projekts kündigten Orplid im August 2015 an, an einem neuen Album zu arbeiten. Das Album erschien 2020. Texte des Albums Deus vult wurden mit jüngeren Aktivitäten Noltes in Verbindung gebracht. Deus vult wurde so aufgrund der rechtsextremen Vereindeutigung der Person und der Band in Rezensionen kritisch besprochen. 2020, nach Abschluss der Arbeit an Deus vult und Veröffentlichung einer 12-teiligen Vinyl-Gesamtausgabe Legatum, gaben Orplid ihre Auflösung sowie das Vorhaben bekannt, eine neue Band namens U.V.D. zu gründen. Nolte ist außerdem mit seinem Projekt Barditus weiterhin musikalisch aktiv.

## Stil
Der Name Orplid bezieht sich auf ein Gedicht von Eduard Mörike, genannt Gesang Weylas. Darin wird ein paradiesisches Eiland jenseits des Meeres beschrieben, eine reine und unberührte Welt, in der die suchende Seele ihre Heimat findet. Entsprechend soll auch das Werk der Band dem Hörer ein Refugium aus Lyrik, Schönheit und Gesang bieten.
Nolte agiert als Texter der Band. Orplid tendiert zu Themen der Naturmystik, Mythologie und Folklore. Noltes Inspiration kommt nach eigener Aussage durch reine Intuition, er sei in diesen Bereichen nicht beruflich qualifiziert oder außerordentlich gebildet. Die Thematik der Lieder reicht vom germanischen Heidentum, der griechischen Sagenwelt bis zur christlichen Symbolik des frühen Mittelalters und Naturromantik. Neben von Uwe Nolte selbst verfassten Versen wurden auch oft die Werke bekannter deutscher Dichter wie Friedrich Schiller, Annette von Droste-Hülshoff, Joseph von Eichendorff, Gottfried Benn, Oda Schaefer, Frank Wedekind und dem zeitgenössischen Dichter Rolf Schilling vertont.
Frank Machau ist der Hauptkomponist von Orplid. Die Musik ist eine Kombination aus Neofolk- und Neoklassik-Einflüssen und sollte laut Nolte „die sprachlichen Bilder untermauern und weiterhin zum Tanzen, Träumen und Verinnerlichen einladen“. Nach eigener Aussage haben die beiden Mitglieder von Orplid keine Favoriten im entsprechenden Genre, und Noltes Kooperationen im Neofolk-Bereich seien allesamt „in erster Linie freundschaftlicher, nicht künstlerischer Natur“. Er habe sich nie als „Neu-Folker“ gesehen. Strenggenommen hätten sie „eigentlich zu nichts Bezug in der Neofolk-Szene“, außer zu sich selbst. Sie stünden „aber mit Orplid unabänderlich für das, was eigentlich für Neofolk stehen sollte: Kulturelle Identität, menschlicher Anspruch und gelebte Natürlichkeit“. Für das Album Sterbender Satyr kündigte Nolte „[v]öllig unübliche Einflüsse und Klangwelten“ an, er wolle „aber vorerst die Musik nicht weiter sezieren und erklären“. „Klassische Filmfanfaren und zartes Glöckchenspiel“ leiten das Album ein. Beim Nonpop-Webzine wurde der Gesang Sandra Finks bei Die Seherin als „stimmliche Mischung aus Diamanda Galas und Tamara Danz“ beschrieben. Außerdem sei The Human League ein wichtiger Einfluss, Being Boiled werde in Amils Abendgebet „kräftig zitiert“. Gesang der Quellnymphe wiederum beziehe sich auf Joy Division und den englischen Untergrund. Auf dem Album Greifenherz ist laut Tony F. von Nonpop eine „recht elektronische Grundausrichtung“ vorherrschend „die aber nie zu einem sterilen Sound führt“. In Luzifer „entspinnt sich ein bombastischer, wuchtig-dichter, mit verzerrt grummelnden Gitarren und drängenden Marschtrommeln versehener Klangteppich, der einen an Stücke wie ‚Erzengel Michael‘ von der ‚Nächtliche Jünger‘ denken lässt, obwohl ‚Luzifer‘ eine deutliche Spur dreckiger und kälter wirkt“. Dem folgenden, ruhigeren und von akustischen Gitarren geprägten Lied Schwertgesang muss „man – positiv gemeint – einfach eine Nähe zum Neofolk bescheinigen“.

## Rechtsextremismusvorwürfe
Die romantisch geprägte Musik und Lyrik Orplids bietet einen reaktionären Interpretationsspielraum, der von neurechter und rechtsextremer Seite aufgenommen wurde. Darauf folgend wurde eine fehlende Abgrenzung der Gruppe bemängelt, die insbesondere trotz der Abwehr, er sei nicht an Politik interessiert, an Uwe Noltes Bereitschaft festgemacht wurde, mit neurechten Organisationen, Medien und Firmen zu kooperieren. Insbesondere seine Aktivitäten in der neurechten Organisation Orphischer Kreis werden von Kritikern angeführt. In den Jahren 2019 und 2020 geriet Orplid aufgrund von Texten des Albums Deus Vult erneut in die Kritik. Im Zusammenhang mit Aktivitäten Noltes wurden die Texte als ideologische Vereindeutigung der Person und der Band gewertet.

## Diskografie
- 1997: Orplid
- 1998: Heimkehr
- 1998: Das Schicksal (Vinyl)
- 1999: Geheiligt sei der Toten Name
- 2000: Barbarossa (Vinyl)
- 2002: Nächtliche Jünger
- 2006: Sterbender Satyr
- 2007: Frühe Werke
- 2008: Greifenherz
- 2020: Deus vult
- 2020: Legatum (Vinyl-Gesamtausgabe)

## Kompilationen
- Der Götter Gnade (Black-Magazin)
- Ewig unbewegt (Cavalcare la Tigre)
- Frühling/Wille und Tat (Das Graue Corps)
- Jenseits von hier (Miroque VI)
- Stille I (Lichttaufe)
- Söhne des Ares (To Magic II)
- Das Mädchen aus der Fremde (Kenotaph)
- Dort in moosumrankten Klüften + Abendlich rauscht schon der Wald (Eichendorff-Liedersammlung)
- Stille II (Looking for Europe)
- Die Seherin (Orkus-Magazin)
- Auf deine Lider senk ich Schlummer (Gothic Spirits)
- Später Tag ZilloScope: New Signs & Sounds 09/02 (CD, Comp + VCD)
- Erzengel Michael (CD, Stereo & Video)
- Winternacht (CD, „Pastoral moods“, Prophecy Production)